# 人性論
人性論，人性一詞即謂：「人類所具有且異於其他動物的本性」，而以哲學的方式探討人性即謂人性論。中西歷來對於人性論討論不休，並且觀點各異，如西方有四體液說、中國即認為人性可區分作性本善和性本惡等等。

## 生與性的問題
牟宗三認為，依照古傳原只有「生」字，「性」字是後期的引申字，故古訓應是「性即生也」。
徐復觀則認為，「性」字較「生」字後出，但「性」字和「生」字應有密切的關聯，因為「若與生字之本義沒有區別，則生字亦不會孶乳出性字。生字本義為「象草木生而出土上」，而性的本義應為「人生而即有之欲望」。故此，徐復觀認為性的本義大概跟今天所說的本能類同。

## 中國哲學

### 先秦儒家
中國最早探討人性論為孔子，即「性相近，習相遠也」。

#### 性善論
孟子則提出了四端心：惻隱之心、羞惡之心、辭讓之心、是非之心。從四端心構成了性善論，他認為人皆有不忍人之心。孟子的人性論可區分為「道德天性」跟「形色天性」。當中的「天性」為天賦、本能。「道德天性」指我們不須別人教導我們如何為善，因為善就是一種本能反應。而「形色天性」則指感官欲望的本能。

#### 性惡論
荀子則主張性惡論，認為「人之性惡，其善者偽也」。他認為人是好利，需要受教育才會有向善的可能。牟宗三則將其解讀為「天生人成」，在荀子以前人們大多說有天道，有人道。如孔孟都說與天合德。而荀子則只言人道以治天。而天卻無所謂道，縱有道亦只是自然之道。故此荀子在此意義下的人性是人為，由此得出「其善者偽也」。

### 秦漢儒家
董仲舒對性的解說為：「性者，天質之樸也」。他把人性分作上、中、下三品，分別為聖人之性、中民之性和斗筲之性，又稱作性三品說。聖人之性不教而善，中民之性則待教而善，斗筲之性則教而不善。

### 宋明儒家
張載把人區分作天命之性和氣質之性。氣質之性則謂人的本性由「氣」所賦予，由此形成了刚柔缓急的個性，同時具有贤愚差別的道德品格。天命之性則為由「天」所賦予人的本性，張載認為天命之性是純善的，是人的道德內在依據。但人性亦可以受其他因素所影響（如氣），天命之性可能會受到遮蔽。然而，以上的學說亦受到清初學者顏元的著作《四存編‧存性編》批評。顏元以眼睛作為比喻：不論眼眶、眼瞼和眼球都是眼睛的「氣質」，能看見東西則是眼睛的「性」。能見物的性質是天賦予的，而眼眶、眼睛、眼球也是天賦予的，不應該區分那個是「天命之性」，那個是「氣質之性」。
王陽明認為人之本心自發地知仁義，這個就是人的良知。他提出了良知只是是非之心和好惡，好惡就盡了是非，是非就盡了萬事萬變。王陽明把孟子的四端之心總結成良知，而真誠就是良知的本體，本體就是自體，這就是內在的自性。除此以外，他還把自己的學說總括成四句教：無善無惡心之體，有善有惡意之動；知善知惡是良知，為善去惡是格物。牟宗三則把王陽明的良知總結為：良知是天理之自然明覺處，如此，則天理雖客觀而亦主觀;天理是良知之當然而必然處，如此，則良知雖主觀而亦客觀。

### 新儒家
牟宗三認為，孟子所說的性善論為「可以為善」，亦「即實有其足可為善之能力」，意謂「良能之才」。牟宗三對「良能之才」亦有詳細解說：才字即表示人之足夠為善之能力，這解說就是孟子所說的「良能」。可以為善就是人有其足可為善的力量，「才」字就是對這種力量作一呼應，而此力量就是「良能」。而性本就是本有的性能，但性善之性不等如「生之謂性」的性，所以牟宗三所說的「性」不是固有亦不是「生而有」的意思，而是「人之為人之實而純義理地或超越地來規定」。

## 西方哲學

### 四氣質說
根據文藝復興時期的醫學，人體分為四種基本體液：血液、黏液、黃膽汁以及黑膽汁，此四種體液主宰了人的氣質。當其中一種體液佔多就會形成獨特的氣質。如血液太多會使人愛好血腥、黏液則使人冷淡、黃膽汁則使人易怒、黑膽汁則使人憂鬱。此學說起源於古希臘的四體液說。

### 亚当·斯密
西方经济学家亚当·斯密主張人性善，人們天生就會关心别人，且具备同情心與怜悯心。他认为『无论人们会认为某人怎样自私，这个人的天赋中总是明显地存在着这样一些本性，这些本性使他关心别人的命运，把别人的幸福看成是自己的事情，虽然他除了看到别人幸福而感到高兴以外，一无所得。这种本性就是怜悯或同情，就是当我们看到或逼真地想象到他人的不幸遭遇时所产生的感情。我们常为他人的悲哀而感伤，这是显而易见的事实，不需要用什么实例来证明。这种情感同人性中所有其它的原始感情一样，决不只是品行高尚的人才具备，虽然他们在这方面的感受可能最敏锐。最大的恶棍，极其严重地违犯社会法律的人，也不会全然丧失同情心。』

### 馬基維利
西方政治學家馬基維利對於人性持悲觀態度，他於《君王論》論述道：「因為關於人類，一般地可以這樣說：他們是忘恩負義的、容易變心的，是偽裝者、仿冒品，是逃避危難、追逐利益的。」甚至他認為被人畏懼比被人愛戴更安全。

## 宗教哲學

### 佛教
佛光山的釋星雲認為，佛教中的人性論除了善、惡之外，還有無記性，無記性則是介於善與不善之間。而對於善惡論的解說，可囊括於四點：無善無惡是人的本性，有善有惡是人的真情；改惡遷善是人的功夫，從惡昧善是人的習氣。
聖嚴法師則認為，佛教的善惡觀念沒有永恆性，認為善惡行為是受業所影響。他認為孟子是偏重了理性價值所以說性善；荀子則著眼於物性的改變所以說性惡，但他們都忽略了事物另一面。從這點來說，佛教既不主張性善、亦不主張性惡。但又不同揚雄所主張的善惡混合論、亦不同公孫子所提出的無善無惡。而是主張受無明煩惱所影響所致。當進入了涅槃後，就再沒有善惡可言

## 參看
- 人性
- 性本善
- 性本惡